# Valle de Benasque

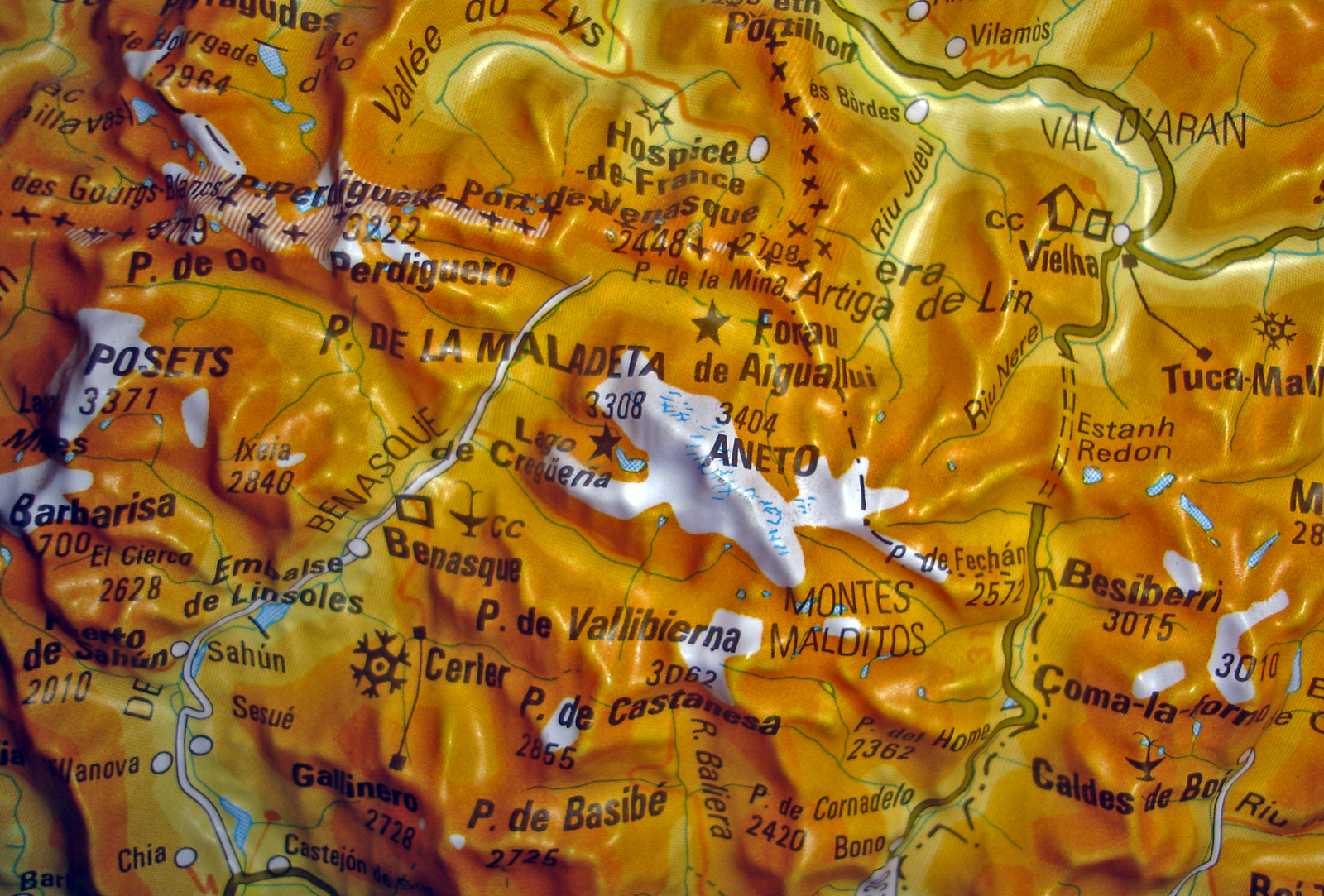
Mapa en relieve del valle de Benasque.

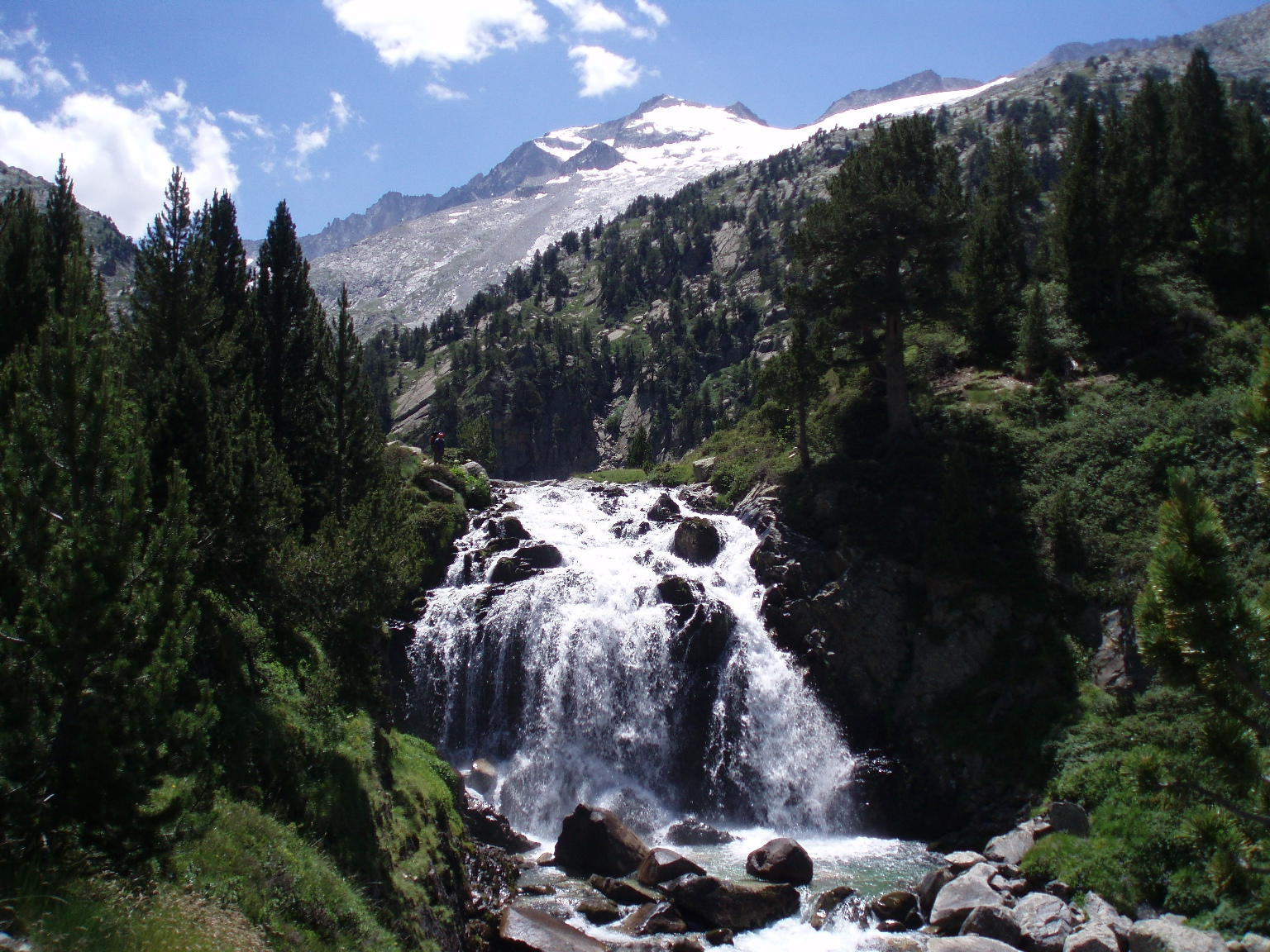
Pico Aneto y la cascada de Aigualluts, uno de los lugares más visitados del valle.

El valle de Benasque (Vall de Benás en patués) es un valle aragonés y ribagorzano del Pirineo aragonés situado en la actual comarca de la Ribagorza, en el tramo superior de la cuenca del río Ésera.
El valle de Benasque forma una unidad geográfica delimitada por toda la cuenca superior del río Ésera, la "Aigüeta Mayó", hasta que este sale del mismo formando un angosto cañón, el Congosto de Ventamillo, que perfora las Sierras Exteriores pirenaicas de Chía y Abi o Arbi y el Turbón, que cierran el valle al sur. Esta unidad se estructura en tres partes geomorfológicamente bien diferenciadas repartidas entre 7 municipios que agrupan 26 localidades en total: 
- Benasque-septentrional. Corresponde a la mitad superior de la cuenca del Ésera en el valle. Coincide con los términos municipales de la Villa de Benasque (con las localidades de Benasque, Cerler y Anciles) y de Sahun (con las localidades de Eriste, Sahun y Eresué).
- Benasque-medio. Comprende la mitad inferior de esa cuenca. Abarca los términos de Sesué (Sesué y Sos), Villanova, Chía y Castejón de Sos (con esta localidad, Liri, Ramastué y El Run).
- Benasque-meridional. Geográficamente lo forman las cuencas de los dos últimos afluentes en la margen izquierda del río Esera, los barrancos de Urmella y de Rigabas. Todo el corresponde al municipio de Bisaurri, el cual comprende además de esa localidad a Arasán, Urmella, Gabás, Veri,  San Feliu de Veri, San Martín de Veri, Renanué, La Muria, Dos, San Valero y Bullelgas.

En Benasque-septentrional se sitúan los tres grandes macizos montañosos septentrionales del valle, el de la Madaleta, el del Posets (Llardana, en benasqués) y el del Perdiguero, donde residen las cimas más altas del Pirineo (destacando los picos de Aneto, de 3404 metros de altitud, y el Posets) y se conservan la gran mayoría y los más extensos de los glaciares pirenaicos, los únicos de España. Esos macizos se estructuran en torno a cuatro valles: el central que forma el río Esera y los tres principales valles con aguas tributarias de este: Estós, Eriste y Vallibierna. Cuatro grandes valles, cada uno de ellos un pequeño universo de alta montaña, que se descomponen en numerosos valles laterales (destacan los de Lliterola, Remuñe, y Cregüeña en el Ésera, Batisielles-Perramó y La Paul, en Estós y la Aigüeta La Vall en el de Eriste), que descienden las altas cumbres alimentando infinidad de pequeños lagos y dibujando bellas cascadas entre praderas y bosques alpinos. 

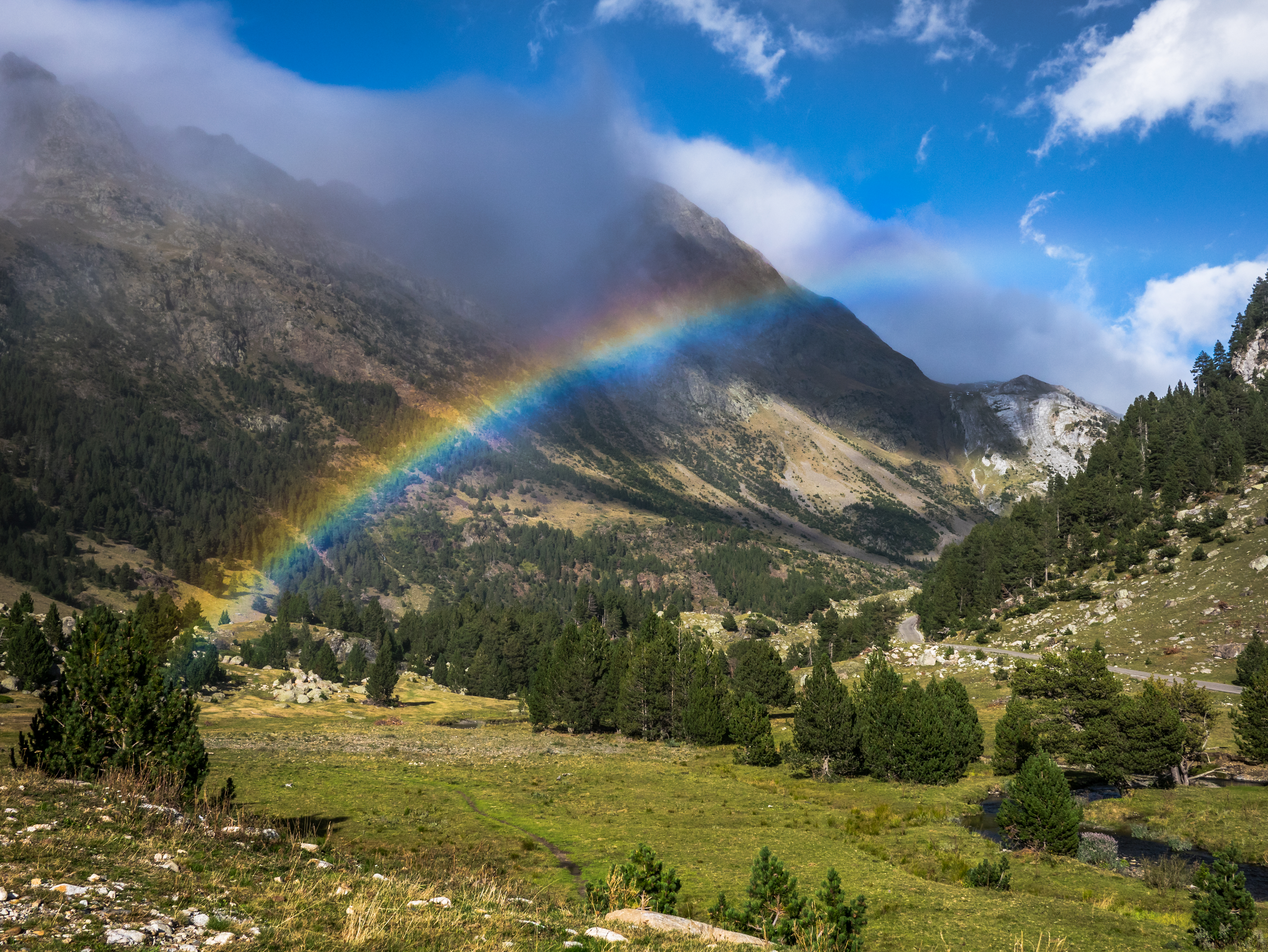
Llanos del Hospital

La riqueza y diversidad de la geología, botánica, zoología y paisajes de ese extenso territorio ha impuesto la protección y conservación de esos cuatro valles declarándolo parque natural de Posets-Maladeta por la comunidad autónoma de Aragón. El parque cuenta con el apoyo de refugios de alta montaña en los cuatro valles, tres de ellos guardados todo el año: el Refugio Ángel Orús en el Valle de Eriste, el Refugio de Estós en este valle, y el Refugio de Llanos del Hospital - adjunto al Hotel- y el Refugio de la Renclusa.    
Benasque es el valle pirenáico con mayor número de cumbres superiores a 3000 metros (en torno a ochenta, el 20% del total de esa cordillera) y de lagos de alta montaña, denominados "ibón" en lengua benasquesa. Alberga la unidad montañosa española de mayor extensión y altura que, geomorfológica y climáticamente, pueda considerarse netamente alpina, es decir alta montaña (de la que debe excluirse, por su meridionalidad climática, tanto a Sierra Nevada como al Teide, las únicas alturas españolas que superan las cumbres benasquesas). Es el principal valle de alta montaña de la cordillera del Pirineo y de España.[cita requerida]
La localidad de Cerler posee las Pistas de Esquí Alpino de Aramón-Cerler, 81 km de pistas, (con más de 1200 m. de desnivel). Completa la oferta de esquí, las Pistas de Esquí Nórdico de Llanos del Hospital en pleno parque natural Posets-Maladeta y en el complejo hotelero de alta montaña de Llanos del Hospital.     
Los fondos de los barrancos laterales de la parte media y meridional del valle permiten la práctica del barranquismo, mientras que el valle agrega la práctica del parapente en Castejón de Sos aprovechando los fuertes desniveles de la montaña del Gallinero y su condiciones atmosféricas. 
El valle de Benasque está estructurado en tres unidades diferenciadas: norte, media y sur, también coincidentes con sus tres partes geográficas. Esa unidad se ha forjado, a lo largo de la historia, por muchos factores comunes a las 26 localidades, "llugars", y a las distintas "Casas" (unidades patrimoniales familiares que trascienden a las personas individuales que las componen) en que se descompone cada "llugar". Hay un pasado común en lo económico, jurídico, cultural, religioso, en torno a la Virgen común de Guayen, arquitectónico y las relaciones humanas e interfamiliares, que configuran el Valle de Benasque. 
Su lengua es el benasqués, que se conserva plenamente viva tanto en el habla cotidiana como en la escritura. Esta constituye actualmente la modalidad noroccidental de la lengua ribagorzana, la cual se formó por la interrelación, realizada entre los siglos XI y XVIII, entre la lengua ribagorzana, una la lengua románica autónoma -sin influencias de otras lenguas - terminada de formar durante la independencia, entre los siglo IX a XI, del Condado de Ribagorza, y la también románica lengua aragonesa, hablada en el resto del Reino de Aragón y en la Casa Real de Aragón hasta el siglo XV (llegada de la Casa Trastamara en virtud del Compromiso de Caspe). 

## Flora y fauna
En las cumbres más altas se dan nieves perpetuas. De los 1400 metros de altitud a los 2300 metros se pueden encontrar bosques de hayas, abetos y pinos negros y, más abajo, de quejigos y de pinos rojos.
También existe en el valle una reserva de caza de sarrios.

## Economía
Tradicionalmente la economía del valle ha estado ligada a la ganadería (bovina y ovina) y a la explotación maderera de los bosques y de algunas minas (hoy abandonadas). También se daban algo de agricultura y otros ingresos provenientes de las instalaciones termales de los Baños de Benasque. En la actualidad, la fuente principal de ingresos es el turismo, particularmente el relacionado con la nieve.

## Enlaces externos

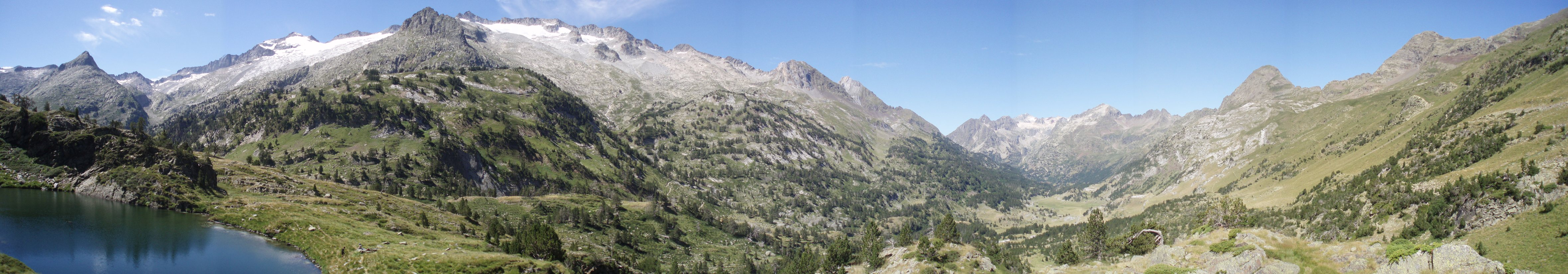
Vista panorámica del macizo de la Maladeta y la zona alta del valle de Benasque.